# 夠Yeah
夠Yeah，又稱Goyeah，是香港過去的線上娛樂網站及社交網絡服務，由豐德麗控股高級副總裁及前記者張寶華所創。它是香港首個免費提供正版電影的網站，並有提供正版日本動畫等非香港本土製作的作品。除此之外，還設有以香港和中國內地明星為主題的線上遊戲。

## 歷史
2006年，香港發生巴士阿叔事件，讓當地網民開始習慣在網絡上觀賞各種各樣的影片，包括盜版內容。張寶華認為該些內容供應商應該自行在網絡為網民提供正版，以取代盜版，爭取主導權。2007年6月，她應林建岳邀請，加入豐德麗控股，任職高級副總裁，以望拓展其業務。她於是向林建岳提議建立網站，獲他支持。張寶華繼用了18個月的時間籌備。期間到訪香港各間大學，尋找熟悉串流技術的人士。不過她表示由於香港社會環境不重視，因此很難找到目標人選。及後在中國大陸聘請40多人負責網站開發。豐德麗內部曾就網站應否向用家收費出現意見分岐，最後網站跟從張寶華等人的意見，決定不向用家收費。她表示香港以外的製作商較支持該網站的理念，於是願意用較香港製作商低的價錢向夠Yeah提供內容。
2009年3月，夠Yeah網站進入測試階段。測試期間開始向使用者提供寰亞電影製作的電影，並安排聚焦小組成員以使用者的身份體驗網站，再按他們的反饋意見作修改——比如把原先以專用播放器播放影片的安排改成線上播放。9月20日，夠Yeah正式推出至市面，同時網站團隊在Facebook及不同的討論區上為它宣傳。當時網站上的節目片長合計有約300小時，設有多部遊戲予人遊玩。張寶華在網站推出前表示對它的未來有信心。推出後約半個月時間總瀏覽次數接近100萬。9月至10月期間亦有片商向該網站查詢業務。張寶華當時表示夠Yeah預定會有更多的節目提供給用家。
2010年3月，夠Yeah的總部從中環搬至銅鑼灣。10月至11月期間，它為慶祝網站成立一週年，而舉辦Qee小熊模型籌款活動，獲得款項扣除成本後會全數捐至聯合國兒童基金會。2011年6月據雜誌《PC Market》的報導，它的會員數有14萬，當中以17至25歲者佔多數。Alexa香港網絡排名最高鋒時為第230位。之後夠Yeah的業務亦擴展至微電影及Vlog等等。2015年7月左右，張寶華離任夠Yeah。同年至2016年左右，夠Yeah停止運作。

## 內容
夠Yeah在2009年時便向用家提供正版的日本動畫和港產電影等娛樂影視作品，並設有以香港和中國內地明星為主題的線上遊戲。之後其業務擴展至微電影、名人Vlog、短片節目等等。該網站的影片採用了H.264標準，解析度為720×480。網站主要依靠廣告盈利，並在2010年聘用《蘋果日報》作為自身的廣告代理，從中賺取的收入以六四形式分帳。不過夠Yeah及後稱《蘋果日報》於次年單方面決定不再合作，並涉嫌違約。
由於香港電影製作商對夠Yeah態度保守，所以它較難得到港產電影的片源。但豐德麗與寰亞屬姊妹公司，所以能從後者獲得片源。可在夠Yeah上觀賞的港產電影有無間道系列、《旺角卡門》、《頭文字D》、《阿飛正傳》等等。夠Yeah還提供《一騎當千》、《零之使魔》、《怪醫黑傑克》、《黑執事》、《遊魂》等日本動畫，全都配有中文字幕，而且沒有像電視播映那樣以尺度問題為由刪剪部分場景。
除了外部片源外，夠Yeah還有一些節目為該網站自製。例如它旗下的飲食節目《50蚊有找》由鄭詩君主持，讓他品嘗香港各餐廳的食物。2010年7月則推出獨家節目《盂蘭節好Sexy》，由貝安琪及玄學家皓云主持。香港首個線上真人實境節目《小敗犬，大作戰》亦由夠Yeah製作，讓20至30歲的單身女性學習美容及衣著配搭等各方面，以提升自己對潛在對象的吸引力。此一節目後來成為香港報章娛樂版的頭版新聞，並引來《南方都市報》報導。它之後還製作愛情微電影《物．語女子》，其由王貽興編劇，講述主角跟多名女性產生感情的故事。張寶華認為這類微電影因片長較短，所以成品質素「要看編劇和導演的功力」。
夠Yeah還跟香港和中國內地明星合作，推出以他們為主題的線上遊戲。2009年公開的首款遊戲由音樂組合農夫擔任主角，收錄了他們多段節奏口技表演片段，玩家需透過自行排列片段的方式創作音樂。同年推出的第二款遊戲為由Angelababy擔任主角的換裝遊戲，並在Facebook上公開試玩版，iOS版本則於2010年3月左右公開。之後亦推出戀愛模擬遊戲《明心奇緣Online》（主角為黃曉明），並在2009年12月為總分打入首50名的玩家安排跟黃曉明見面的機會。夠Yeah還設有遊戲《海盜J世代》和《淇跡》——Jessica C.和舒淇分別在當中以遊戲角色的身份登場。
它在2010年開設「我@Goyeah」功能，讓註冊用戶可以建立自身的部落格，以及明星粉絲族群等用戶社群。除此之外還在2011年舉辦過政治節目「大陶殺之特首選戰：唐英年與網民對話」，當中主持人陶傑預備了一些問題詢問香港特首候選人唐英年，並讓後者回答網民問題。張寶華自2013年起在夠Yeah上上載自己的時政評論Vlog。同會於網站上上載Vlog的有陳淑莊和王貽興。

## 反應
《星島日報》在2010年提到它對年輕人具有一定吸引力，並於網站剛正式面世時形容它的賣點在於提供正版而又免費的電影。《明報》的評論員讚同《星島日報》所提到的網站賣點，並指他認為以明星為主題的遊戲能吸引粉絲遊玩。但仍寫道自己唯一的不滿之處在於網站欠提供非華語電影。曾在多間資訊科技傳媒公司任職的《am730》專欄作家數碼王子對網站上的影片質素表示好評，指它們「清晰且流暢」。《新假期》的評論者亦對夠Yeah表示好評。張寶華在2014年時形容，網站創立以來「賺到一點錢」。

## 外部連結
- 网站时光机上的Goyeah.com存檔一覽
- 夠Yeah的Facebook專頁
- 夠Yeah的新浪微博